# Tagore
Tagore (beng. takura) är namnet på en brahmin, som trätt i tjänst hos engelsmännen. Sedan upptogs det som släktnamn av en brahminsk familj, som enligt traditionen härstammande från en på 1000-talet verksam religiös och dramatisk författare, Bhatta Narayana från Kannauj, sedan 1700-talet med detta namn levde i Bengalen med huvudsäte först i Govindpore (sedermera Fort William), sedan i Calcutta. Från Jayarama Tagore (död 1763) härstammar de båda huvudgrenar av släkten Tagore, som ännu lever kvar i Indien. Till den äldre, mera betydande grenen hör följande personer:
- Dvarakanath Tagore
- Rabindranath Tagore
- Devendranath Tagore

Till den yngre grenen hör följande person:
- Raja Surindra Mohun Tagore